# جیمز دیلی (بازیکن فوتبال)
جیمز دیلی (انگلیسی: James Daly؛ زادهٔ ۱۲ ژانویهٔ ۲۰۰۰) بازیکن فوتبال اهل بریتانیا است.
از باشگاه‌هایی که در آن بازی کرده‌است می‌توان به باشگاه فوتبال بریستول راورز، باشگاه فوتبال کریستال پالاس، و باشگاه فوتبال کینگستونیان اشاره کرد.